# فيصل فجر
فيصل فجر (مواليد 1 أغسطس 1988) لاعب كرة قدم مغربي يحمل الجنسيتين الفرنسية والمغربية، ولد في روان بفرنسا لكن أصوله ترجع لقرية زاوية سيدي عبد السلام بالمغرب. يلعب حاليا لنادي التعاون السعودي.

## مسيرته الكروية
بدأت علاقة فيصل فجر مع الكرة سنة 1994 حين انخرط في صغار نادي سوتفيل وانتقل بعدها في عدة أكاديميات للصغار بفرنسا إلى أن انضم سنة 2006 إلى نادي واسيل والذي لعب في فئة الشبان إلى حدود 2008 شارك معه في 20 مباراة موقعاً 4 أهداف، ثم انتقل سنة 2008 إلى نادي فريجوس والذي لعب في شبانه 64 مباراة مسجلاً 12 هدفاً قبل أن ينتقل في سنة 2011 إلى نادي كاين والذي لعب معه في فئة الكبار ثلاثة موسم سجل خلالها 17 هدف في 91 مباراة حيث لفت انتباه عدة أندية لتكون وجهته القادمة نادي إلتشيه الإسباني والذي لعب له موسم 2014-2015 بحيث شارك في 38 مباراة وسجل هدفاً واحداً لتتم إعارته إلى نادي ديبورتيفو لاكورونيا بعد سقوط إلتشيه إلى الدرجة الثانية. قدم مستويات كبيرة مع فريق ديبورتيفو لاكورونيا قبل أن ينتقل في 2017 إلى نادي خيتافي الإسباني. شارك مع منتخب بلاده المغربي في كأس العالم 2018.
في الميركاتو الصيفي سنة 2018 انتقل إلى الدوري الفرنسي من بوابة نادي كاين قبل أن يعود مرة أخرى لنادي خيتافي بالموسم الموالي .